# Weinhausen (Jengen)
Weinhausen ist ein Gemeindeteil von Jengen im schwäbischen Landkreis Ostallgäu in Bayern.

## Lage und Verkehrsanbindung
Das Kirchdorf liegt südwestlich des Kernortes Jengen und östlich von Weicht. Östlich des Ortes verläuft die B 12, westlich fließt die Wertach.

## Baudenkmale
In der Liste der Baudenkmäler in Jengen sind für Weinhausen zwei Baudenkmale aufgeführt, darunter die Kirche St. Felizitas und ihre 7 Söhne, ein spätgotischer Bau aus dem 15. Jahrhundert, der im 18. Jahrhundert, um 1890 und 1969 verändert und modernisiert wurde.